# Foncquevillers
Foncquevillers je francouzská obec v departementu Pas-de-Calais v regionu Hauts-de-France. V roce 2014 zde žilo 449 obyvatel.

## Poloha obce
Obec leží u hranic departementu Pas-de-Calais s departementem Somme.
Sousední obce jsou: Bayencourt (Somme), Bienvillers-au-Bois, Bucquoy, Gommecourt, Hannescamps, Hébuterne, Sailly-au-Bois a Souastre.

## Vývoj počtu obyvatel
Počet obyvatel